# Orchard Park (Nowy Jork)
Orchard Park – miasto w Stanach Zjednoczonych, w stanie Nowy Jork, w hrabstwie Erie.